# Wasilla
Wasilla è una città degli Stati Uniti d'America situata nel Borough di Matanuska-Susitna ed è la sesta città più grande dell'Alaska. Si trova sulla punta settentrionale della Baia di Cook nella valle di Matanuska-Susitna nella parte centro-meridionale dello Stato. La città conta 7 831 abitanti al censimento del 2010 (12ª in classifica). Wasilla è la città più grande di tutto il borough e di una parte dell'area metropolitana di Anchorage che aveva una popolazione di circa 364 701 abitanti nel 2008.
Fondata sul punto di intersezione tra l'Alaska Railroad e l'Old Carle Wagon Road, la città si arricchisce grazie alle spese della vicina città mineraria di Knik River. Storicamente imprenditoriale, la base economica è cambiata negli anni settanta dalla piccola agricoltura e aree di svago per intrattenere i lavoratori di Anchorage o dei giacimenti petroliferi dell'Alaska's North Slope e infrastrutture simili. La George Parks Highway ha trasformato il paese in un sobborgo pendolare di Anchorage. Diverse agenzie statali e federali hanno sedi a Wasilla, compreso il Dipartimento per la Salvaguardia dell'Ambiente (Alaska Departments of Environmental Conservation), il Labor and Divisions of Public Assistance, e i Servizi Sociali (Social Services).

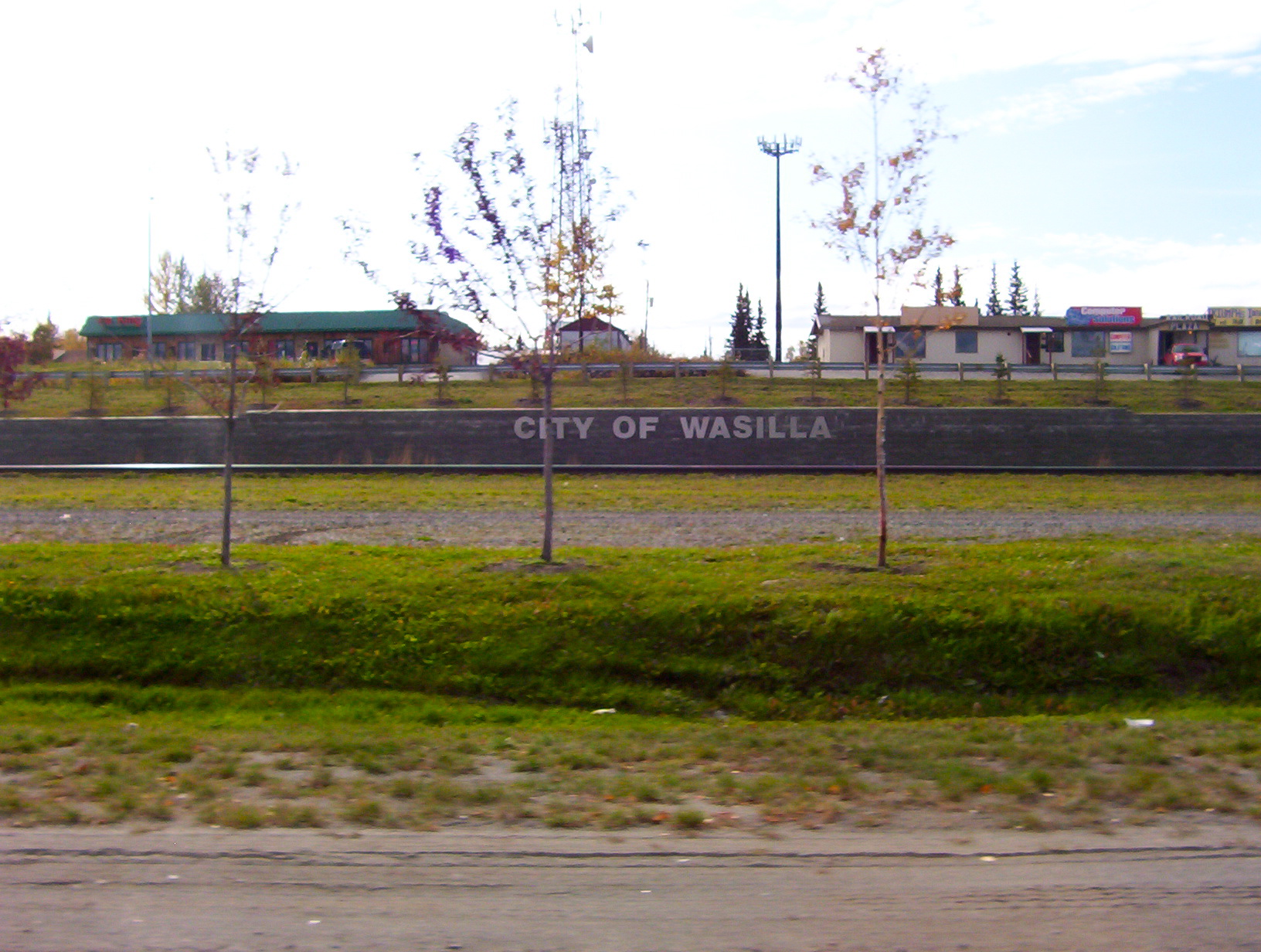
Wasilla City

Wasilla ha ottenuto l'attenzione internazionale quando Sarah Palin, che era sindaco prima di essere eletta Governatore dell'Alaska, è stata scelta come candidata vicepresidente nelle elezioni presidenziali del 2008.
Wasilla prende il nome dal Capo Wasilla, un aborigeno dell'Alaska del popolo dei Dena'ina. "Wasilla" è l'inglesizzazione del nome del capo russo "Vasilij", che corrisponde al nome inglese "Basil".

## Geografia fisica

### Territorio
Secondo lo United States Census Bureau, la città ha una superficie di 12,4 miglia quadrate (32,2 km²). 11,7 miglia quadrate (30,4 km²) di questa superficie è terra e 0,7 miglia quadrate (1,88 km²) (5,64%) è acqua. I nativi americani del popolo dei Dena'ina chiamavano la zona "Benteh", che significa "in mezzo ai laghi". Situata vicino al Wasilla Lake e a Lake Lucille, Wasilla è una delle due città situate nella valle Matanuska-Susitna.

### Clima
A gennaio le temperature vanno dai 4 °F (−16 °C) ai 29 °F (−2 °C); a luglio le temperature variano dai 47 °F (8 °C) ai 78 °F (26 °C). La media di precipitazioni annue è di 430 mm, con 130 cm di neve.

## Storia
Il ghiaccio ha coperto la maggior parte dell'emisfero settentrionale durante l'ultima era glaciale, tra i 26 500 e i 19000-20000 anni fa, fino a scomparire tra i 10 000 e circa i 7 000 anni fa. I primi esseri umani si sono spostati attraverso quest'area e hanno lasciato tracce del loro passaggio. I nativi del popolo dei Dena'ina si stabilirono infine nella valle di Matanuska-Susitna, utilizzando le terre fertili e le opportunità di pescare nella Baia di Cook. I Dena'ina sono uno degli 11 sottogruppi che compongono le indigene popolazioni indiane Athabaska che vanno dal Canada fino alla costa occidentale. I russi occuparono Alaska dal 1741, compresi i punti di scambio strategici nella parte meridionale della Baia di Cook fino a che l'Alaska non è stata venduta agli Stati Uniti nel 1867. Vicino alla foce del fiume Matanuska, la città di Knik River (Alaska) è stata fondata intorno al 1880. Nel 1900, il Willow Creek Mining District è stato fondato a nord e Knik è cresciuta grazie agli stabilimenti minerari.

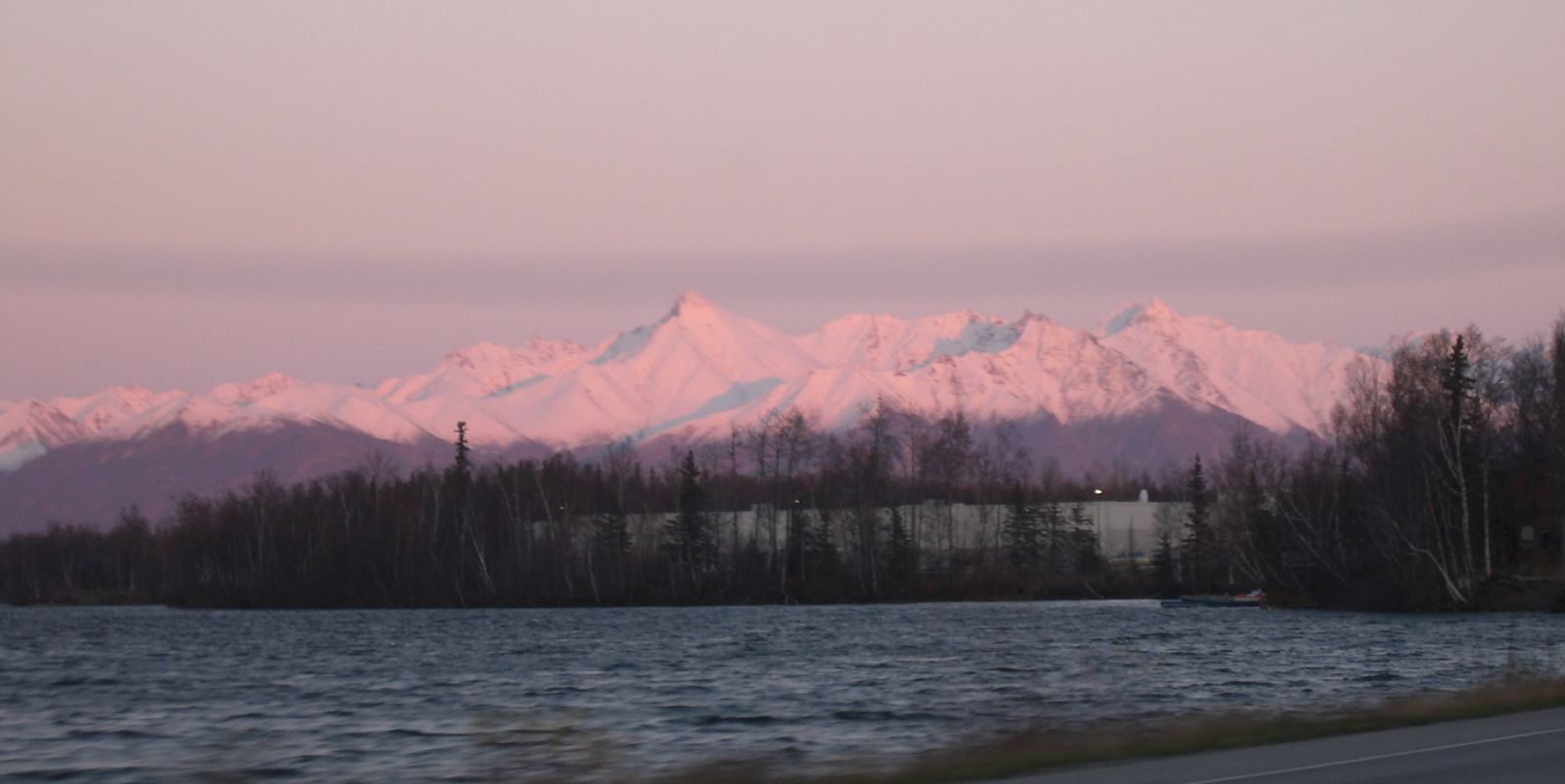
Le montagne intorno a Wasilla

Nel 1917, il governo ha progettato l'Alaska Railroad per incrociare la Carle Wagon Road (attualmente Wasilla-Fishhook Road) che collegava Knik e le miniere. Le imprese e i residenti di Knik hanno preso d'assalto i terreni e la città ha subito un declino. La stazione di Wasilla ha preso il nome dalla vicina Wasilla Creek. I minatori locali usavano il nome "Wassila Creek", riferito a Wasilla, il capo del popolo dei Dena'ina. Ci sono due fonti citate per il nome, una che deriva da una parola della lingua dei Dena'ina che significa "boccata d'aria", mentre un'altra fonte afferma che derivi dal nome del capo russo "Vasili". Quando Knik è diventata una Città fantasma, Wasilla accoglieva i primi cacciatori di pellicce e minatori che lavoravano nei giacimenti d'oro a Cache Creek e Willow Creek. Nel 1935, più di 200 famiglie di contadini furono trasferite dalla zona centro-orientale settentrionale del Paese alle valli Matanuska e Susitna per il programma del governo di cominciare una nuova comunità agricola per contrastare questa nuova tendenza; la loro parlata originaria si sente ancora nella regione.
La zona era una base di rifornimento per le miniere d'oro vicino a Hatcher Pass durante la Seconda guerra mondiale, fino a quando la costruzione della George Parks Highway, intorno al 1970, nelle vicinanze Palmer era la città principale della Valle Matanuska. Wasilla era alla fine dell'autostrada Palmer-Wasilla e la strada per Big Lake forniva l'accesso alla zona occidentale di Wasilla. La Parks Highway collocava Wasilla al miglio 40–42 di quella che divenne l'autostrada e la ferrovia principale per il trasporto che collega l'Alaska centromeridionale con le zone interne. Come risultato, la crescita demografica e lo sviluppo della comunità si è spostato dalla zona intorno a Palmer a Wasilla e le zone limitrofi. Wasilla è stata insignita del titolo di city nel 1974. Tutti i comuni non borough dell'Alaska sono nominati città.
Nel 1994, il referendum statale che proponeva di spostare la capitale dell'Alaska a Wasilla è stato sconfitto da circa 116 000 voti a 96 000. A partire da quel momento, la Valle di Matanuska ha cominciato a riprendersi da un collasso economico, iniziando un boom che ha coinvolto la crescita della popolazione, la crescita dell'occupazione locale, e un boom nello sviluppo del mercato immobiliare residenziale e commerciale. Il mercato immobiliare ha rallentato la crescita nel 2006. Nel 2008, la crescita in periferia e le scarse nevicate hanno costretto gli organizzatori della Corsa coi Cani da Slitta di Iditarod ad abbandonare definitivamente Wasilla. La corsa si è svolta a Wasilla dal 1973 al 2002, l'anno in cui la scarsa nevosità ha costretto a sostituire Wasilla con Willow.

## Società

### Evoluzione demografica
Secondo il censimento del 2000, c'erano 5 469 persone (rispetto alle 4 028 nel 1990), 1 979 nuclei famigliari e 1 361 famiglie che risiedono nella città. La densità di popolazione era di 466,8 persone per miglio quadrato (180,2/km²). C'erano 2.119 unità abitative ad una densità media di 180,9 per miglio quadrato (69,8/km²). La composizione razziale della città era 85,46% bianchi, 0,59% neri o afroamericani, 5,25% nativi americani, e 5,94% di due o più razze. Gli ispanici o i latini di ogni genere rappresentavano il 3,68% della popolazione.
C'erano 1 979 nuclei famigliari, di cui il 43,5% aveva figli sotto i 18 anni in casa con loro, il 50,2% erano coppie sposate che vivevano insieme, il 13,8% avevano un capofamiglia donna senza marito e il 31,2% non erano famiglie. Il 23,5% di tutti i nuclei famigliari era costituito da singoli e il 6,8% era costituito da persone di 65 anni o più che vivevano da sole. La dimensione media di una famiglia era di 2,76 persone per abitazione e la dimensione media di una famiglia era di 3,26 persone.
Nella città la distribuzione per età della popolazione mostra 33,6% sotto l'età di 18 anni, il 10,0% persone tra i 18 e i 24 anni, il 30,7% tra i 25 e i 44, il 19,0% tra i 45 e i 64, e il 6,7% over 65. La media dell'età era di 30 anni. Per ogni 100 femmine ci erano 99,5 maschi; per ogni 100 femmine dai 18 anni in su, c'erano 95 maschi.
Il reddito medio per un nucleo famigliare nella città era di 48226 $ ed il reddito medio per una famiglia era di 53792 $. Gli uomini avevano un reddito medio di 41332 $ contro i 29119 $ delle donne. Il reddito pro capite della città era di 21127 $. Circa il 5,7% delle famiglie e il 9,6% della popolazione era sotto soglia di povertà, compreso il 12,6% di quelli sotto l'età di 18 e il 9,7% di quelli over 65.

### Educazione e sanità
Wasilla è servita dal Distretto Scolastico del Borough di Matanuska-Susitna che comprende 4 licei:
- Burchell High School
- Mat-Su Career and Technical High School
- MidValley High School
- Wasilla High School

Ci sono anche corsi di formazione professionale e istituti tecnici a Wasilla, come il Charter College.
Nel gennaio 2006 è stato aperto un nuovo ospedale, il Mat-Su Regional Medical Center. È oltre i confini della città, a metà strada tra Wasilla e Palmer.

### Religione
- La Wasilla Assembly of God è stata fondata nel 1951 e fa parte delle Assemblies of God. Il pastore fondatore della chiesa era Paul Riley, e il suo parroco attuale è Ed Kalnins che ha preso servizio nel 1999.
- La Wasilla Bible Church, non confessionale, chiesa evangelica, è stata descritta dal Time come una delle più grandi e influenti chiese della città.
- La Roman Catholic Sacred Heart Parish.
- La St. Lazarus Russian Orthodox Mission, affiliata con la Orthodox Church in America si riunisce nella vecchia cappella del Sacred Heart Parish.
- La St. Herman Mission, affiliata con la Antiochian Orthodox Christian Archdiocese of North America.
- La Chiesa di Gesù Cristo dei santi degli ultimi giorni ottiene grande partecipazione a Wasilla, con diversi padiglioni per le riunioni in una cappella a Dellwood St.
- La Wasilla Church of Christ.
- La St. David's Episcopal Church.
- La Meier Lake Episcopal Conference Center.
- La Good Shepherd Lutheran Church è stata fondata nei tardi anni settanta e appartiene alla Chiesa evangelica luterana in America (ELCA). Attualmente il pastore è il Reverendo Duane Hanson, e il direttore è il giovane Ian McConnell.

## Cultura

### Musei

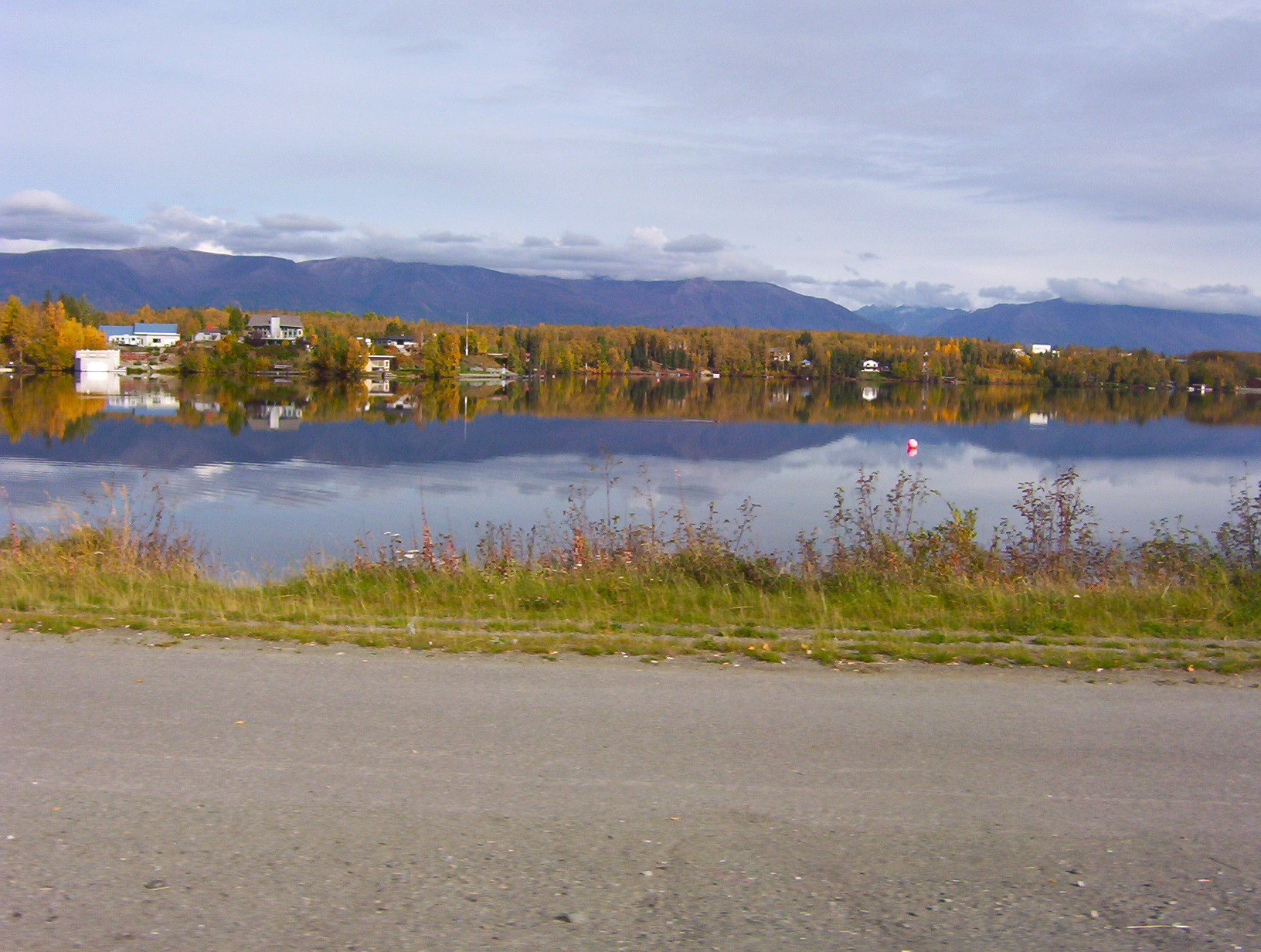
Wasilla Lake e Lake Lucille si trovano entrambi nei confini della città e sono facilmente raggiungibili

Il Museo dei Trasporti e dell'Industria d'Alaska è stato fondato nel 1967 "per dare una casa ai resti dei trasporti e delle industrie e per raccontare le storie di persone e di macchine che hanno aperto l'Alaska all'esplorazione e alla crescita."

## Economia
Wasilla ha cominciato come centro di trasporto logistico e centro di scambi, fornendo risorse naturali d'estrazione (come miniere, finimenti e legname), coadiuvato da piccole attività agricole (circa 1935); intorno al 1975, la costruzione della Parks Highway ha sostanzialmente ridotto i tempi di percorrenza verso Anchorage, favorendo lo spostamento verso un dormitorio satellite per i lavoratori pendolari. L'occupazione nei servizi locali è aumentata negli ultimi anni.
Circa il 35% della forza lavoro di Wasilla è pendolare ad Anchorage. L'economia locale è varia, e gli abitanti sono impiegati in posizioni cittadine, statali, distrettuali, federali. Turismo, agricoltura, prodotti in legno, acciaio e prodotti in cemento fanno parte dell'economia. 120 residenti della zona posseggono permessi per il commercio del pescato; pescatori professionisti lavorano stagionalmente alla Baia di Cook meridionale e nella lontana Baia di Bristol (Bristol Bay), o nel Golfo dell'Alaska (non ci sono pescherie nella Baia di Cook settentrionale).

## Infrastrutture e trasporti
La Glenn Highway collega Wasilla ad Anchorage e alle comunità della Kenai Peninsula, e il Glenn con la George Parks Highway collega la Valle di Matanuska al nord, al resto dello Stato e al Canada.
L'aeroporto cittadino di Wasilla, con una pista di 3 700 piedi (1130 m), fornisce servizi di aerotaxi. Wasilla ha anche otto basi idrovolanti di uso pubblico situate sui laghi della zona. L'uso provato di impianti aerei registrate alla Federal Aviation Administration comprendono 43 piste d'atterraggio, otto basi idrovolanti supplementari, due eliporti e uno STOLport.
Il centro abitato di Wasilla è inoltre dotato di una stazione ferroviaria servita dalla Alaska Railroad.

## Amministrazione
Il consiglio della città di Wasilla è legislatore della città; promulga leggi e attua decisioni politiche, fissa il tasso d'imposta sugli immobli e approva il bilancio e i fondi per i servizi della città. Dispone di sei membri, eletti per maggioranza da parte dei residenti di Wasilla per tre mandati l'anno. Il Sindaco viene eletto separatamente. Il ballottaggio si tiene nel caso in cui se nessun candidato sindaco supera il 40% dei voti espressi. Ballottaggi non si tengono per i seggi del consiglio cittadino. Tutti gli incarichi sono a tempo determinato.
Di seguito è riportato un elenco dei sindaci di Wasilla.
| Durata del mandato | Nome                 |
| ------------------ | -------------------- |
| 1983–1984          | Richard "Ken" DeCamp |
| 1985–1986          | Charlie Bumpus       |
| 1986–1987          | Harold Newcomb       |
| 1987–1996          | John Stein           |
| 1996–2002          | Sarah Palin          |
| 2002–2008          | Dianne M. Keller     |
| 2008-in carica     | Verne E. Rupright    |

## Sport
La squadra di hockey Alaska Avalanche che gioca nella North American Hockey League, gioca in casa a Wasilla al Curtis D. Menard Memorial Sports Center (precedentemente chiamato Wasilla Multi-Use Sports Complex).